# Sozialistischer Jugend-Verband Deutschlands
Der Sozialistische Jugend-Verband Deutschlands (SJVD, auch SJV) war eine der SAPD nahestehende, sozialistische Jugendorganisation.
1931 gleichzeitig mit der SAPD gegründet, bestand der SJVD im Wesentlichen aus vormaligen Mitgliedern der sozialdemokratischen SAJ, wobei wie in Breslau und Dresden (dort zählte der Verband 1.000 Mitglieder) teilweise ganze Ortsgruppen oder signifikante Teile von SAJ-Strukturen die Organisation wechselten. Während der Auseinandersetzungen um den Kurs der Partei 1932–33 zählte der zwischen 8.000 und 10.000 Mitglieder zählende Verband zum linken Parteiflügel und widersetzte sich den Auflösungsbestrebungen der Parteivorsitzenden Max Seydewitz und Kurt Rosenfeld.
Nach der Machtübertragung an die NSDAP 1933 waren SJVD-Mitglieder häufig wie in Dresden, Berlin oder Hamburg in die Widerstandsstrukturen der Mutterpartei integriert, teilweise agierten sie, wie in Mannheim eigenständig. Gleichzeitig gab es auch Exilstrukturen der Organisation, deren Zentralleitung befand sich in Oslo und wurde von Willy Brandt geleitet.
Der SJVD gab 1931 bis 1933 zunächst, redigiert von Willy Kressmann, den Jungprolet – Zeitschrift der Werktätigen Jugend, später im Exil die Sozialistische Jugend und die Jugend-Korrespondenz heraus.
Bekannte Mitglieder neben Willy Brandt waren Edith Baumann, Franz Bobzien, Peter Blachstein, Fritz Lamm, Jakob Moneta, Alma Kettig, Dietrich Oppenberg.